# Lukundamila
Lukundamila is een geslacht van hooiwagens uit de familie Assamiidae.
De wetenschappelijke naam Lukundamila is voor het eerst geldig gepubliceerd door Roewer in 1961. 

## Soorten
Lukundamila is monotypisch en omvat slechts de volgende soort:
- Lukundamila cookei